# مانا و مانی
اپرای مانا و مانی یک اپرای ایرانی نوشتهٔ حسین دهلوی و برای کودکان است.
او این اپرا را در سال ۱۳۵۷ در بیست قسمت و ۵۲۰ صفحه، به تقاضای یونسکو و به عنوان هدیه‌ای از ایران برای اجرا در روز جهانی کودک نوشت. اما انقلاب ۱۳۵۷ ایران سبب شد که این اپرا اجرا نشود.
این اپرا نخستین بار در خارج از ایران توسط علی رهبری با ارکستر فیلارمونیک براتیسلاوا (ارکستر اسلواکی) اجرا شد (تنها بخش‌های سازی و بدون آواز)
و در ایران نخستین بار در مهرماه ۱۳۹۱ با اجرای گروهی ۲۵۰ نفره به رهبری علیرضا شفقی نژاد و کارگردانی محمد عاقبتی با همکاری ناصر نظر و گروه موسیقی پارس، گروه کر فیلارمونیک ایران و گروه کر ملل اجرا شد.